# Rijksbeschermd gezicht Oosterhout - Heilige Driehoek
Gezicht Oosterhout - Heilige Driehoek is een van rijkswege beschermd dorpsgezicht in het gebied van De Heilige Driehoek in Oosterhout in de Nederlandse provincie Noord-Brabant. De procedure voor aanwijzing werd gestart op 13 september 2002. Het gebied werd op 3 april 2006 definitief aangewezen. Het beschermd gezicht beslaat een oppervlakte van 112 hectare.
Panden die binnen een beschermd gezicht vallen krijgen niet automatisch de status van beschermd monument. Wel zal de gemeente het bestemmingsplan aanpassen om nieuwe ontwikkelingen in het gebied te reguleren. De gezichtsbescherming richt zich op de stedenbouwkundige en cultuurhistorische waardering van een gebied en wil het toekomstig functioneren daarvan veiligstellen.